# 曽
曽（そう、曾）は、漢姓のひとつ。『百家姓』の385番目。
2020年の中華人民共和国の第7回全国人口調査（国勢調査）に基づく姓氏統計によると中国で32番目に多い姓であり、805.85万人がいる。一方、台湾の2018年の統計では第17位で、338,779人がいる。

## 由来
曽姓の人物として有名な曽参の先祖は鄫（しょう）国の出身で、紀元前576年に鄫が莒に滅ぼされた後、鄫の太子の巫は魯に仕え、国名の鄫からおおざとを抜いた曽を氏とした。曽参はこの太子巫の曽孫であるという。

## 著名な人物
- 曽参 - 孔子の弟子。
- 曽鞏 - 北宋の文人。
- 曽鯨 - 明の画家。
- 曽国藩 - 清末の政治家、軍人。
- 曽慶紅 - 政治家。
- 曽春蕾 - バレーボール選手。
- 曽誠 - サッカー選手。
- 曽建次 - 台湾の司教。
- ヤニ・ツェン（曽雅妮）- 台湾のプロゴルファー。
- 曽少宗 - 台湾の俳優、歌手。
- 曽愷玹 - 台湾のモデル、女優。
- 曽蔭権 - 香港特別行政区の行政長官。
- エリック・ツァン（曽志偉）- 香港の俳優、映画監督。
- デレク・ツァン（曽国祥）- 香港の俳優、映画監督。エリック・ツァンの子。
- ケネス・ツァン（曽江）- 香港の俳優。

### 日本人
- 曽之唯（曽谷学川）- 江戸時代の篆刻家。
- 曽麻綾 - 吉本興業所属のお笑いタレント。芸名は「曽麻（そうま）」で区切っているが、本名は「曽　麻綾（そう　まあや）」である。父が中国と台湾のハーフで母が日本人。

### 架空の人物
- 曽弄 - 『水滸伝』の登場人物。「曽家の五虎」の父。